# Jack Andrews
John Lawson Ormrod Andrews (15 juillet 1903 - 12 janvier 1986) est membre à la fois de la Chambre des communes d'Irlande du Nord et du Sénat d'Irlande du Nord.

## Biographie
Fils du premier ministre John Miller Andrews, il fait ses études à l'école préparatoire Moure Grange, dans le comté de Down, et à Shrewsbury School. Andrews entre au Parlement en tant que député de Mid Down en 1953 (en remplacement de son père), un siège qu'il représente jusqu'en 1964, lorsqu'il est élu au Sénat où il siège jusqu'à la prorogation du Parlement en 1972. Son élection au sénat fait suite à un remaniement ministériel, au cours duquel Andrews accepte une rétrogradation au poste politiquement sans importance de Leader du Sénat d'Irlande du Nord.
Il occupe plusieurs postes au sein du Cabinet, dont celui de ministre au Sénat à partir de 1964 et de vice-premier ministre à partir de mai 1969. Il est candidat au poste de Premier ministre à la retraite de Lord Brookeborough, mais lorsqu'il devient clair que Terence O'Neill a une avance confortable sur Andrews et Brian Faulkner au sein du parti parlementaire, aucun scrutin n'a eu lieu. En 1969, il est approché par O'Neill pour lui succéder, mais il refuse et James Chichester-Clark est élu
Lors des élections partielles de 1970 à Bannside et dans le sud d'Antrim, Andrews est au centre de la campagne pluraliste de l'UUP contre le Parti unioniste protestant de Ian Paisley, déclarant : « Que signifie l'unionisme protestant ? Cela signifie-t-il que vous devez mettre une pancarte au-dessus de la porte du parti unioniste indiquant protestants uniquement ? »
Andrews est fait chevalier en 1973. À la retraite, il est président du Parti unioniste d'Irlande du Nord.